# 한양사이버대학교
한양사이버대학교(Hanyang Cyber University)는 학교법인 한양학원이 설립한 4년제 사이버대학교로, 2002년 3월 4일에 첫 개교하였다. 1996년 온라인 통신학교 강좌 오픈(PC통신 이용)한 것을 시작으로, 1997년 전국 10개 대학과 컨소시엄을 맺어 한국가상캠퍼스를 발족했다. 이 후 2001년 교육인적자원부에서 최종인가를 받아 2002년 한양사이버대학교로 개교했다. 2010년 3월 사이버대학 중 국내최초 대학원 개원을 했으며, 2011년 10월 사이버대학 특수대학원을 추가 인가받았다. 한양사이버대는 사이버대의 새로운 패러다임을 제시했다는 평가를 받고 있다. 2010년에 대학원을 사이버대 중 최초로 설립, 현재 5개 대학원 12개 전공을 운영하고 있다. 대학원이 설립된 지 1년 만에 졸업생의 17%가 박사과정에 진학하기도 했다. 참고로 학교법인 한양학원 교육기관으로는 한양대학교, 한양사이버대학교, 한양여자대학교, 한양대학교 사범대학 부속고등학교, 한양공업고등학교, 한양대학교 사범대학 부속중학교, 한양중학교, 한양초등학교가 있다.

## 개요
한양사이버대학교는 2024년 현재 재적학생 1만9277명으로 국내 사이버대학교 중 최대의 학생을 보유하고 있다. 또, 국내 최초로 개원한 사이버대학교 석사과정 역시 재학생 940명으로 국내 최대 규모의 사이버대학원으로 성장하고 있다.  
교육부가 지원하고 한국교육학술정보원(KERIS, 이하 케리스)이 주관한 2021년 원격대학 교육혁신 지원사업에서도 한양사이버대학교  ‘공유가치창출을 위한 융합 교육 플랫폼 모델 구축’ 사업이 선정됐다. 이로써, 한양사이버대학교는 자동차-IT융합분야 특성화사업(2013년-2014년), 첨단건축도시 창조를 위한 융복합 인력양성 NCS기반 사이버교육 특성화 사업(2014년-2015년), 초중등 코딩교육자 양성과정(2018년-2020년), 창업비즈니스프로세스교육과정(2020년)에 이어 한국교육학술정보원 주관 사업에 사이버대학 최다 선정되었다.  아울러 교육부의 원격대학평가에서 종합 최우수대학으로 선정돼 대외적으로 우수성을 높이 평가받고 있다. 이 평가에서 수업(교수학습), 인적자원, 물적자원, 경영 및 행정, 교육 성과 등 6개 영역 전 분야에서 최우수 등급을 받았다.

## 대학 과정
| 공학계열 | 인문사회계열 | 디자인계열 | 공유전공계열                                                                  |
| --- | --- | --- | ----------------------------------------------------------------------------- |
| - 건축도시건설공학부 - 디지털건축도시공학과 - 컴퓨터·소프트웨어공학부 - 응용소프트웨어공학과 - 컴퓨터공학과 - 해킹보안학과 - 전기전자통신공학부 - 전기전자공학과 - 정보시스템통신공학과 - 기계자동차공학부 - 기계제어공학과 - 자동차IT융합공학과 | - 심리상담학부 - 군경상담학과 - 상담심리학과 - 미술치료학과 - 청소년코칭상담학과 - 국제언어학부 - 영어학과 - 일본어학과 - 사회과학부 - 경제금융자산관리학과 - 광고영상창작학과 - 법·공무행정학과 - 보건행정학과 - 부동산학과 - 사회복지학과 - 실버산업학과 - 아동학과 - 플랫폼교육공학과 - 경영학부 - 경영정보·AI비즈니스학과 - 글로벌경영학과 - 마케팅학과 - 생산물류유통학과 - 인사조직·전략경영학과 - 재무·회계·세무학과 - 호텔관광외식경영학부 - 관광호텔경영학과 - 호텔외식경영학과 | - 디자인학부 - 건축공간디자인학과 - 뉴미디어디자인학과 - 리빙디자인학과 - 시각디자인학과 - 예술문화디자인학과 | - 공유전공학부 - 산업공학전공 - 경영학전공 - 심리학전공 - 군·경사이버보안전공 |

공유전공이란 기존 학과로부터 융합하여 만들어진 독립된 교육과정의 전공을 제2전공으로 이수하여 부,복수전공하는 제도로 현재 공유전공학부내에 산업공학, 경영학, 심리학 공유전공이 개설되어 있다. 한양사이버대학교는 다양한 학문을 접할 수 있는 다중전공을 권장하는 추세에 맞추어, 학제 간 전공 취득이 용이하도록 부/복수전공 승인 전 이수학점의 사후인정을 적용하고 있다. 
부/복수전공 신청 전 기이수한 부/복수전공의 전공과목, 또는 신설학과로의 부/복수전공 개시 전 기이수한 전공과목은 사후인정을 받을 수 있다. 공유전공 신청 학생이 원할 시 제1전공으로 졸업할 수 있다.

## 대학원 과정
| 미래융합공학대학원              | 경영대학원                                                                           | 휴먼서비스대학원                         | 부동산대학원 | 교육정보대학원 | 디자인대학원              |
| ------------------------------- | ------------------------------------------------------------------------------------ | ---------------------------------------- | ------------ | -------------- | ------------------------- |
| - 기계IT융합공학 - 도시건축공학 | - 마케팅 MBA - Finance/Accounting MBA - 외식프랜차이즈 MBA - IT MBA - 광고미디어 MBA | - 아동가족 - 상담 및 임상심리 - 경찰법무 | - 부동산     | - 교육공학     | - 디자인기획 - 디자인융합 |

## 장학 혜택
교육을 통한 사랑의 실천을 건학이념으로 삼고 있는 개교이후 꾸준히 입학생 장학규모를 늘려오고 있다. 2019년에는 총 재학생 대비 약 88% 학생이 장학금 지원을 받고 있다. 장학금 혜택도 2019년 기준 197억 원이 지급됐다. 최근 입학생 가운데 여성 비율이 60%를 넘어 여성을 배려한 ‘주부장학’제도를 운용하고 있다. 이 장학금은 입학 후 1년간 20%의 수업료를 감면해 준다. 학기가 끝날 때마다 성적이 아주 좋으면[4] 학교 측에서 성적 우수 장학생으로 선정되어 연락이 오기도 한다. 이 외에는 국가장학금을 신청할 수 있으며, 국가장학금의 경우 직장인이 아니고 소득이 없는 학생이면[5] 매 학기 전액 장학금을 지원 받을 수도 있다.

## 해외 대학 교류
호텔조리외식경영학과는 11월 이탈리아 'Florence University of the Art'의 'Apicius International School of Hospitality'와의 MOU 체결을 통해 조리자격증과 학점교류시스템을 구축하고 운영하게 됐다. 이에 따라 AHLA(미국호텔업협회)의 호텔조리·외식경영·주방위생 관련 자격증 수업을 진행하며 국내뿐 아니라 국외로 취업을 할 때 경쟁력을 가질 수 있도록 지원한다.
이밖에도 2009년부터 미국 애너하임대학교와 TESOL자격증 과정을 공동 운영하고 있다. 세계적 석학인 David Nunan교수가 설계한 온라인 TESOL자격증 과정은 시간과 장소에 구애 받지 않고 영어교수법 수강이 가능하며 현재 18기 과정이 진행 중이다.
대학원에서는 2014년부터 일본 명문 사립대학 중 하나인 리츠메이칸대학 대학원과 국제교류 프로그램을 운영하고 있으며, 매년 방학에 진행하는 국제교류 프로그램을 통해 각국의 미디어 환경 이해와 분석 능력을 배양하고 두 대학원생들의 상호 학술 및 인적 교류를 도모하고 있다.
또, 한양사이버대학의 궁극적인 목표 중 하나인 한민족 교육네트워크 확립을 위해 현재 베트남, 인도네이시아, 브라질, LA에 해외센터를 개설해 현지 교민 지원에도 적극적으로 나설 수 있는 체계를 확립했다. 2016년에는 해외 지역대학과 협업해 콘텐츠 제작과 수업지원, 온라인수업 수강까지 함께 진행할 수 있는 롤모델을 제시할 예정이다.

## 같이 보기
- 한양대학교